# Stratford, London

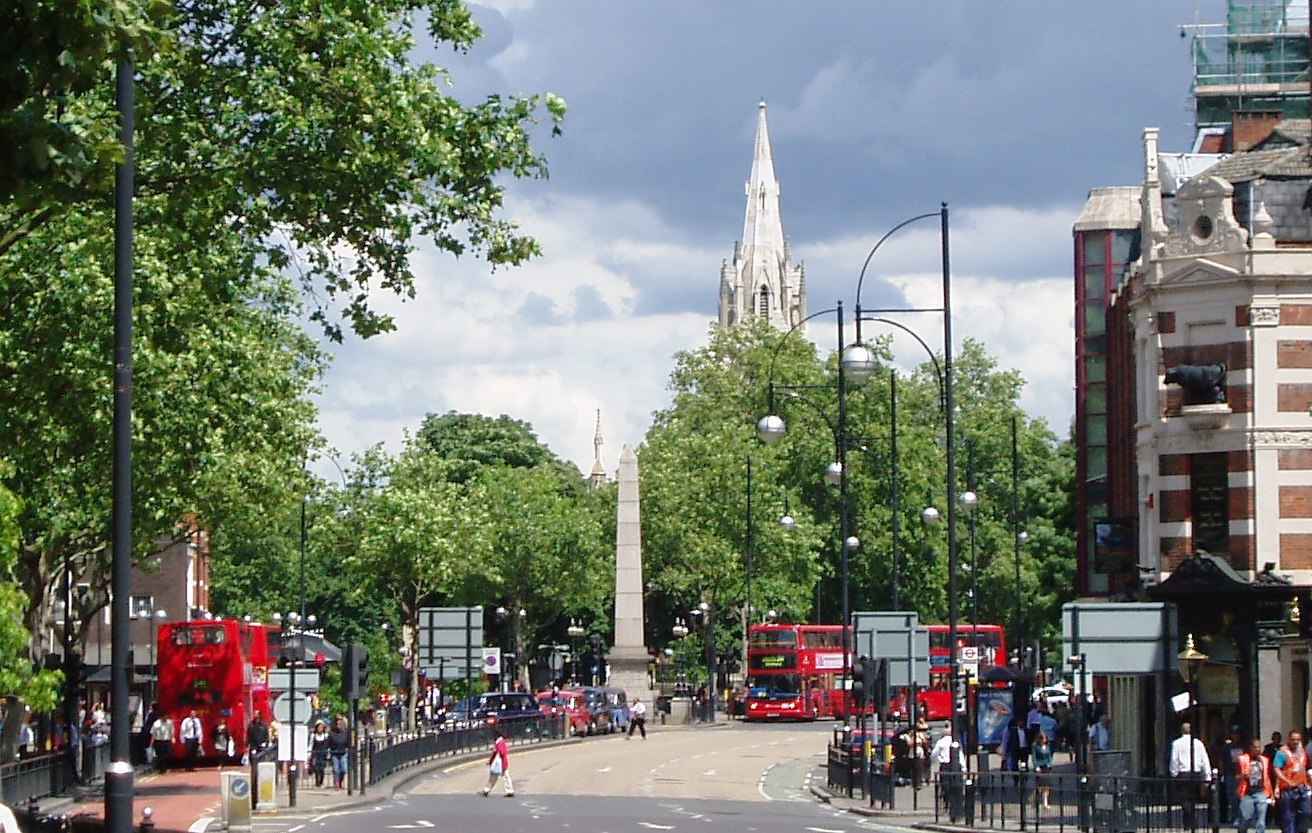
Stratford Broadway.

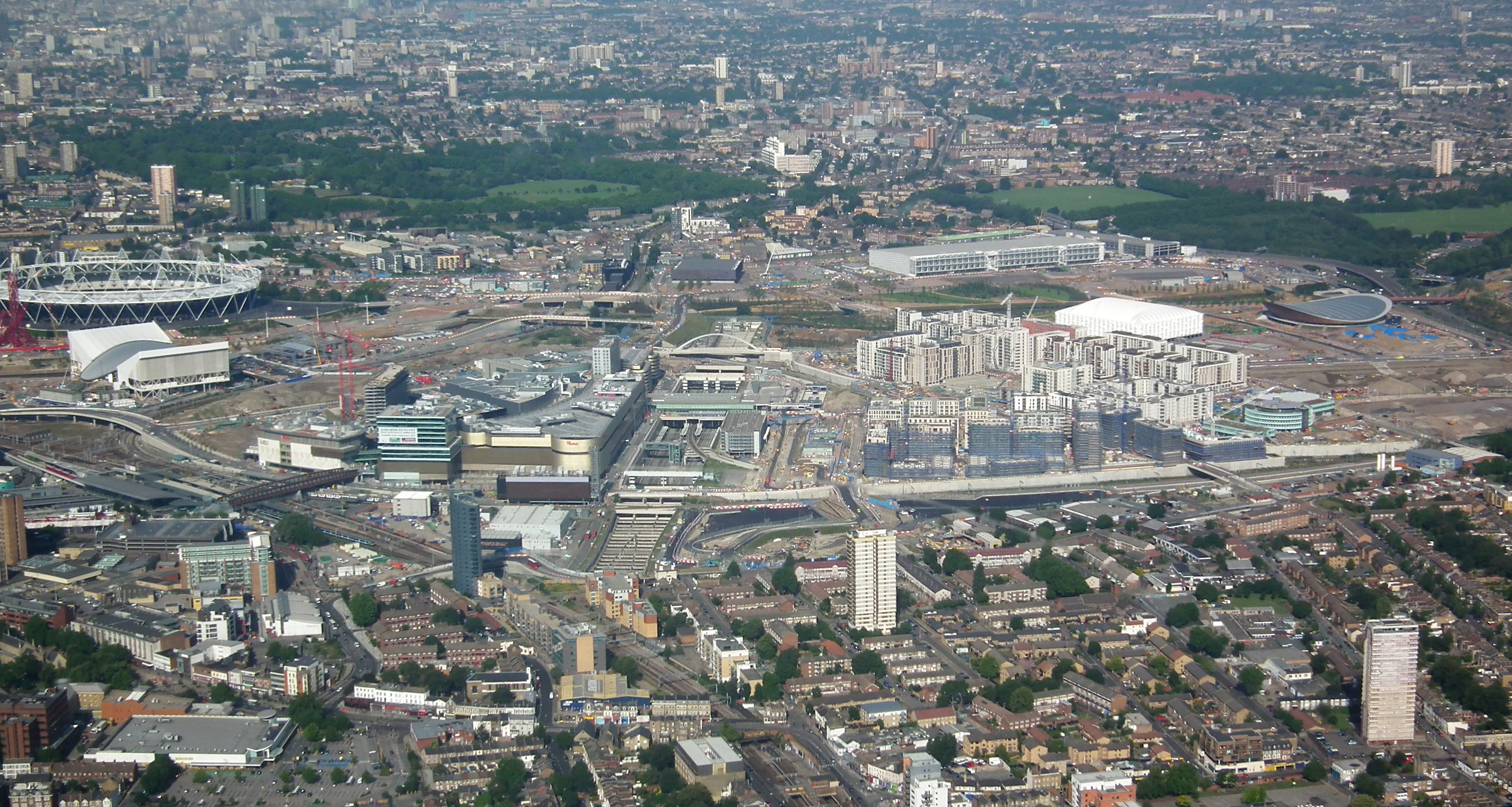
Flygfoto över Westfield Stratford City

Stratford, ursprungligen Stratford Langthorne, är en stadsdel (district) i London Borough of Newham i östra London. Flera av arenorna för olympiska spelen 2012 låg där. 
I Stratford ligger även ett av Europas största shoppingcenter Westfield Stratford City som öppnade 2011. 

## Historik
Namnet Stratford kommer från det gamla engelska ordet för gata (street) och ford, vilket betyder vadställe. Ursprungligen var det namnet på två intilliggande byar på var sin sida om floden Lea på den romerska vägen från London till Colchester. Stratford-atte-Bow, på den västra sidan, döptes efter en bågformad (bow-shaped) bro över floden och är numer känt som Bow. På den östra sidan om floden låg Stratford Langthorne som numer fått namnet förkortat till Stratford. Klostret i Stratford Langthorne grundades 1135 och var av stor betydelse fram till Henrik VIII:s tid. Stratford förblev länge en by på landet i Essex. 1839 kom järnvägen vilket medförde ett uppsving för byn och den omkringliggande bygden. Mellan 1889 och 1965 var Stratford en del av West Ham och sedan 1965 är Stratford en stadsdel i London.
Den norra delen av det nutida Stratford kallas för New Town, ursprungligen benämnt "Hudson Town" efter järnvägspionjären George Hudson. Här, vid Temple Mills, låg också Eastern Counties Railways stallar fram till 1963, då de revs.
Stratford hade också en känd frukt- och grönsaksmarknad som stängdes i slutet av 1900-talet.
Johanneskyrkan (Saint John, Sankt Johannes) på Stratford Broadway och som ritades av Edward Blore, är känd för ett monument på dess kyrkogård. Monumentet är ett minnesmärke för de protestanter som avrättades genom bränning vid den Marianska förföljelsen på 1500-talet.